# VN-verdrag inzake de rechten van personen met een handicap
Het VN-verdrag inzake rechten van personen met een handicap (vaak ingekort tot VN-verdrag handicap; Engels: Convention on the Rights of Persons with Disabilities, CRPD) is een internationaal mensenrechtenverdrag van de Verenigde Naties met als doel de rechten en waardigheid van personen met een handicap of beperking te beschermen. Het verdrag werd door de algemene vergadering van de Verenigde Naties aangenomen op 13 december 2006 en trad in werking op 3 mei 2008. 186 overheden, landen of supranationale instanties hebben het verdrag geratificeerd, waaronder de Europese Unie (23 december 2010), België (2 juli 2009) en Nederland (14 juni 2016).
Het VN-rapport, gebaseerd op de audit in Genève op 19 en 20 maart 2024, stelt dat Nederland tekortschiet in toegankelijkheid op het gebied van onderwijs, openbaar vervoer en de arbeidsmarkt, doordat er geen overkoepelende strategie is, wet- en regelgeving onvoldoende wordt geëvalueerd, grote gemeentelijke verschillen bestaan in voorzieningen en ondersteuning, en regulier onderwijs en de geestelijke gezondheidszorg ontoegankelijk blijven, wat leidt tot structurele ongelijkheden voor mensen met een beperking.

## Ratificatie
De landen die het verdrag geratificeerd (formeel bekrachtigd) hebben (bijvoorbeeld door in het parlement te stemmen over een wet over het verdrag) engageren zich ertoe om in hun eigen regelgeving de nodige aanpassingen te maken zodat personen met een beperking op een evenwaardige manier kunnen deelnemen aan de maatschappij. 186 overheden, landen of supranationale instanties hebben het verdrag geratificeerd, waaronder de Europese Unie (23 december 2010), België (2 juli 2009) en Nederland (14 juni 2016).

## Samenvatting
Artikel 1van het verdrag geeft de basisgedachte weer van het verdrag, het aanmoedigen en beschermen van het gelijkheidsbeginsel in de maatschappelijke participatie van alle personen met een handicap.
Artikels 2 en 3geven een aantal algemene principes weer, zoals redelijke aanpassingen.
Artikels 4 tot 32belichten verschillende domeinen van de samenleving, van gezondheid en onderwijs over werk tot socioculturele activiteiten. In elk van deze domeinen wordt toegelicht welke streefdoelen voorop gesteld worden om in dat domein de participatiemogelijkheiden van personen met een beperking op gelijkwaardige basis mogelijk te maken.
Artikels 33 tot 39gaan over de oprichting van monitoringorganisaties op verschillende niveaus en de rapportering over de gemaakte vooruitgang in elke betrokken regio.
Artikels 40 tot 50behandelen de ondertekening, communicatie, ratificering en inwerkingtreding van het verdrag zelf.

## Enkele principes
Een aantal basisprincipes worden toegelicht, zoals toegankelijkheid, gelijke kansen en gelijkheid tussen man en vrouw.
Het verdrag maakt geen onderscheid in de gradatie van handicap. Op basis van het verdrag is het dus niet mogelijk dat bepaalde groepen wél en andere geen toegang hebben tot bepaalde aanpassingen, tegemoetkomingen of specifieke regelingen.
Een belangrijk concept in het verdrag is het definiëren van redelijke aanpassingen. Hiermee wordt bedoeld dat aanpassingen die nodig zijn voor personen met een beperking afgedwongen kunnen worden als ze niet onredelijk of disproportioneel zijn. De concrete invulling hiervan ligt in de regelgeving van elk land, maar als voorbeeld zou je kunnen stellen dat het voorzien van een helling om de toegang voor rolstoelen mogelijk te maken een redelijke aanpassing is, terwijl het afdwingen van de installatie van een lift in bepaalde gevallen disproportioneel zou kunnen zijn in een heel oud gebouw.

## Optioneel protocol
Aanvullend op het verdrag kunnen overheden ervoor kiezen om ook het optioneel protocol te ratificeren. Volgens dit protocol kan het comité dat toeziet op de uitvoering van dit verdrag ook klachten behandelen van individuen. Bijna 126 landen hebben dit protocol geratificeerd.

## België
België ratificeerde het verdrag op 2 juli 2009. Tegelijk met het verdrag ratificeerde België ook het optioneel protocol. Het leidde in Vlaanderen onder meer tot het M-decreet.

## Nederland
Nederland telt (anno 2025) 2 miljoen inwoners met een handicap of beperking. Nederland volgde zeven jaar na België met de ratificatie, op 14 juni 2016, als een van de laatste Europese landen, maar heeft het optioneel protocol niet geratificeerd.
In Artikel 1 van de Nederlandse Grondwet, het gelijkheidsbeginsel (het principe van gelijke behandeling) en het verbod op discriminatie, is sinds 17 januari 2023 ook discriminatie vanwege handicap expliciet vermeld. Het artikel luidt sindsdien:
Allen die zich in Nederland bevinden, worden in gelijke gevallen gelijk behandeld. Discriminatie wegens godsdienst, levensovertuiging, politieke gezindheid, ras, geslacht, handicap, seksuele gerichtheid of op welke grond dan ook, is niet toegestaan.

### VN-Kritiek op Nederland over het VN-Verdrag Handicap
Op 11 september 2024 publiceerde een VN-comité een rapport waarin Nederland stevige kritiek kreeg op de manier waarop het omgaat met mensen met een beperking. Het rapport signaleert dat Nederland tekortschiet in de uitvoering van het VN-Verdrag inzake de Rechten van Personen met een Handicap, dat het land acht jaar eerder had ondertekend.

#### Tekortkomingen in toegankelijkheid in Nederland

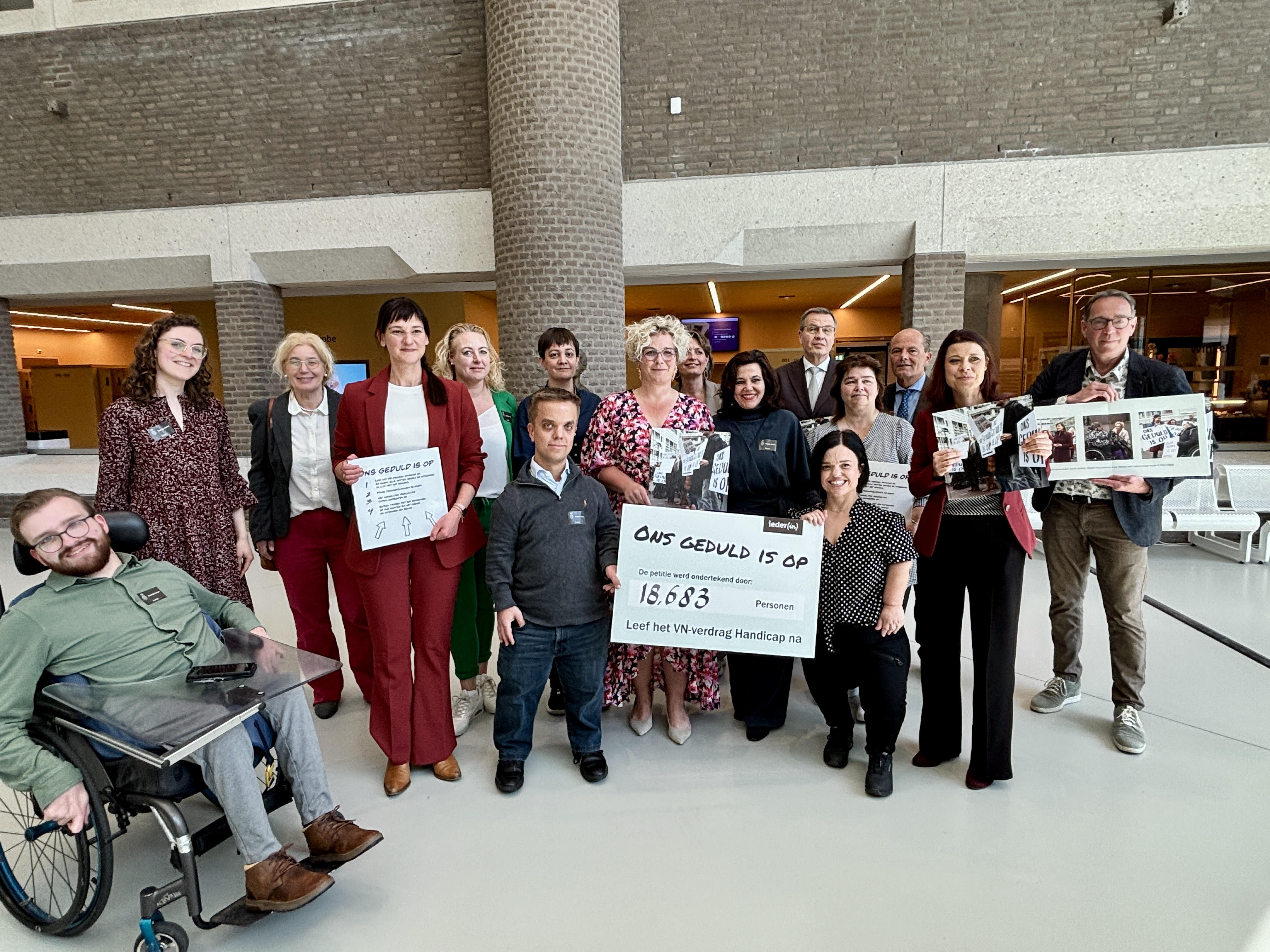
Een groep mensen in de statenpassage van de Tweede Kamer. Ze houden een bord vast met de petitie over het VN-Verdrag Handicap. Leden van Ieder(in), de BVKM, Wij Staan Op en andere organisaties overhandigen een petitie voor de implementatie van het VN-Verdrag Handicap in Nederland aan Tweede Kamerleden: Sarah Dobbe, Agnes Joseph, Wieke Paulusma, Ilse Saris, Harry Bevers, Folkert Thiadens, Mariska Rikkers-Oosterkamp, en Lisa Westerveld.

Het VN-rapport stelt dat Nederland onvoldoende werk maakt van de toegankelijkheid op het gebied van onderwijs, toegankelijkheid, openbaar vervoer en de arbeidsmarkt. Daarnaast ontbreekt volgens het comité een overkoepelende strategie om de verplichtingen uit het verdrag na te komen. De VN constateren dat de Nederlandse overheid onvoldoende evalueert of wet- en regelgeving effectief bijdragen aan inclusie. Bovendien bestaan er grote verschillen tussen gemeenten in de mate waarin mensen met een beperking toegang hebben tot voorzieningen en ondersteuning.
Verschillende belangenorganisaties en ervaringsdeskundigen onderschrijven de bevindingen uit het rapport. Jurist en ervaringsdeskundige Jiska Ogier benadrukte dat de gedecentraliseerde aanpak leidt tot grote ongelijkheden. Ze wees op de problemen rondom hulpmiddelen, zoals rolstoelen, die per gemeente anders worden toegewezen. Ilya Soffer, directeur van Ieder(in), noemde het VN-rapport 'vlijmscherp' en een bevestiging van de verslechterde positie van mensen met een beperking in Nederland. Het rapport uitte specifieke zorgen over het grote aantal kinderen dat speciaal onderwijs volgt en de lange wachtlijsten voor deze scholen. Volgens het comité is regulier onderwijs onvoldoende toegankelijk en zijn docenten onvoldoende toegerust om inclusief onderwijs te bieden. Daarnaast werd er kritiek geuit op gedwongen medische behandelingen binnen de geestelijke gezondheidszorg. De VN drongen erop aan dat Nederland onmiddellijk stopt met alle vormen van gedwongen medische behandelingen en alternatieve benaderingen implementeert.

#### Reactie van de overheid
Staatssecretaris Vicky Maeijer (PVV) van Langdurige Zorg erkende de kritiek en noemde de aanbevelingen van de VN een "aardig pakket aan huiswerk". Ze gaf aan dat verdere stappen nodig zijn om de samenleving toegankelijker te maken en erkende dat de decentralisatie heeft bijgedragen aan de huidige problemen. Maeijer gaf aan dat ze op korte termijn in gesprek wil gaan met mensen met een beperking om te onderzoeken welke verbeteringen mogelijk zijn.

#### Aanbevelingen van de VN
Het VN-comité adviseerde Nederland om landelijke normen en richtlijnen vast te stellen, zodat de rechten van mensen met een beperking beter gewaarborgd kunnen worden. Dit zou moeten zorgen voor een uniforme aanpak tussen gemeenten, waardoor mensen met een beperking overal in Nederland gelijke rechten en kansen krijgen.